# Kościół św. Franciszka w Caracas
Kościół św. Franciszka w Caracas (Iglesia de San Francisco) – kościół katolicki w Caracas w Wenezueli należący do parafii archikatedralnej.

## Historia
Kościół pod wezwaniem św. Franciszka z Asyżu. Został zbudowany w 1593 roku według projektu Antonio Ruiza Ullána jako część klasztoru w San Francisco obecnie Palacio de las Academias. Obecny wygląd świątyni wynikiem przebudowy pomiędzy 1887 i 1890 rokiem zgodnie z projektem architekta Juan Hurtado Manrique w czasach rządów Antonio Guzmán Blanco. Kościół został ogłoszony Zabytkiem Narodowym (Monumento Nacional) ustawą w Dzienniku Ustaw Nr 25,020 dnia 6 kwietnia w 1956 roku.

## Ceiba de Saint Francisco
Przed kościołem rośnie drzewo ceiba (Ceiba pentandra) posadzone w 1866 roku. Nie wiadomo, kto je posadził. Jedna z wersji mówi, że była to Isolina Manzo, córka prefekta policji Caracas, która po posadzeniu dbała o nie, aż urosło. Ponieważ pod drzewem spotykali się kupcy, jego sylwetka znalazła się w logo Giełdy papierów wartościowych w Caracas (Bolsa de Valores de Caracas). W 2001 roku drzewo zostało uznane za naturalne dziedzictwo Wenezueli. Obecnie około 35 metrów wysokości i jest chronione przez specjalny separator zbudowany na University Avenue. Nazwa drzewa pochodzi od kościoła św. Franciszka przed którym rośnie.